# Antidesma pendulum
Antidesma pendulum är en emblikaväxtart som beskrevs av Joseph Dalton Hooker. Antidesma pendulum ingår i släktet Antidesma och familjen emblikaväxter. Inga underarter finns listade i Catalogue of Life.